# Roger Nastoll
Roger Nastoll (* 28. April 1944 in Erfurt; † 25. November 1990) war ein deutscher Schriftsteller.

## Leben
Roger Nastoll wurde am 28. April 1944 in Erfurt geboren. Er erlernte den Beruf des Maurers. Anschließend erwarb er das Abitur an einer Arbeiter-und-Bauern-Fakultät. Er studierte zunächst Mathematik und Physik an der Friedrich-Schiller-Universität Jena, brach dieses Studium jedoch ab. 1968 bis 1974 studierte er Hochfrequenztechnik an der Technischen Universität Dresden. Seit 1976 war er als freier Schriftsteller tätig. 1990 verunglückte er tödlich.

## Sonstiges
Regina Scheer widmete Roger Nastoll ihren 2014 erschienenen Roman Machandel.

## Werke
- Wanderimpressionen aus Nordthüringen, einem Freunde mitgeteilt in Briefen. Greifenverlag, Rudolstadt 1979, ISBN 978-3-7352-0083-9.
- Mit Paula Bissig durch Südthüringen. (zusammen mit Rudolf Peschel). Verlag Junge Welt, Berlin 1984.